# Unione Cristiano-Democratica (Ucraina)
L'Unione Cristiano-Democratica (ucraino Християнсько-демократичний союз, Chrystyjans'ko-demokratyčnyj sojuz) è un partito politico ucraino.
L'UCD fu fondata l'8 febbraio 1997 a Kiev con il nome di Unione del Popolo Cristiano (UPC). L'UCD è un partito democristiano, filo-occidentale e favorevole all'ingresso dell'ucraina nell'Unione Europea. Il 2 dicembre 2002 l'UDC entrò a far parte dell'Internazionale democristiana durante il congresso di Atene.
Nel marzo 2002, l'UCD ha preso parte all'alleanza chiamata "Ucraina Nostra", guidata da Viktor Juščenko. Ucraina Nostra vinse le elezioni parlamentari con il 23,57% dei voti, superando il Partito Comunista d'Ucraina (19,9%) ed Ucraina Unita 11,7%. Nel 2004, Juščenko si candidò alle presidenziali contro Janukovyč, vicino al presidente uscente Chuma. Le accuse di brogli elettorali favorevoli al delfino del presidente provocarono una mobilitazione di piazza detta Rivoluzione Arancione. La Corte suprema dichiarò il voto invalido e costrinse a ripetere le elezioni che dichiararono la vittoria di Juščenko.
Nel 2003, l'UCP ha cambiato il nome in Unione Cristiano-Democratica, dopo essersi fusa con altri tre partiti: Partito Democratico Cristiano d'Ucraina, Partito Democratico Cristiano Ucraino, Unione Ucraina dei Cristiani.
Alle elezioni legislative del 2006, l'UCD, nonostante un'accesa discussione interna, ha ritenuto opportuno ripresentarsi con l'alleanza Ucraina Nostra, che è uscita, però sconfitta dalla elezioni, scendendo al 13,9% dei voti e venendo superata dal Partito delle Regioni (32,1%) di Janukovyč e dal Blocco Julija Tymošenko (22,3%). Ucraina Nostra scelse, così, di allearsi con il Blocco, eleggendo primo ministro la Tymošenko, e confermando la cosiddetta alleanza arancione o dei filo-occidentali. la decisione del Partito Socialista d'Ucraina di abbandonare la coalizione arancione ha costretto NU ad un accordo con Janukovyč. Infatti, Janukovyč è stato nominato primo ministro con il sostegno del Partito delle Regioni e del Partito Comunista d'Ucraina. L'UCD, però, dal canto suo non ha espresso ministri in nessuno dei due governi.
Alle politiche del 2007, si è nuovamente presentata nel Blocco Ucraina Nostra, che pur mantenendo inalterata la percentuale di voti, ha conquistato 72 seggi, 9 in meno.
L'organo di partito è il giornale 'Християнський демократ' (Chrystyjans'kyj Demokrat, "Il democratico cristiano").